# Catocala nozawae
Catocala nozawae är en fjärilsart som beskrevs av Matsumura 1911. Catocala nozawae ingår i släktet Catocala och familjen nattflyn. Inga underarter finns listade i Catalogue of Life.